# Narrabri
Narrabri, výslovnost: [ˈnærəbraɪ]IPA, je město a správní sídlo lokální vládní oblasti Narrabri Shire v regionu North West Slopes, ležící v australském svazovém státu Nový Jižní Wales na vodním toku Namoi River, 521 kilometrů severozápadně od Sydney. Střetávají se v něm silnice Kamilaroi Highway a státní dálnice Newell Highway. Na základě sčítání obyvatel z roku 2011 v něm žilo 5 890 osob.
Město představuje středisko bavlnářského průmyslu. K dalším produktům z této oblasti patří pšenice, hovězí a jehněčí maso. V blízkosti jsou situovány Národní park Mount Kaputar a radioteleskop Australia Telescope Compact Array na Observatoři Paula Wilda. Jižním směrem se rozkládá les Pilliga Forest, rozlohou největší existující lesní porost mírného pásma ve východní Austrálii. Kulturním centrem je divadelní scéna Crossing Theatre pro tisíc diváků.

## Historie
Před příchodem evropských usedlíků na počátku 19. století bylo město obýváno domorodými Austrálci Kamilaroi, kteří stále tvoří významnou část populace. Jméno Narrabri je odvozeno od dávného pozemku v této oblasti nazývaného Narrabry Run. Původně aboriginský název má více možných významů jako „místo hadů“, „velká zátoka“ či „rozeklané hole“.
V roce 1860 získalo Narrabri městský status a 1. června 1861 došlo k otevření pošty. Následně byly vystavěny nemocnice, první soudní dvůr (1864–65), škola (1868), policejní stanice (1878–1879) a poštovní úřad (1879). V 80. letech devatenáctého století vznikly věznice a druhý soudní dvůr.
Dne 4. ledna 1902 město zasáhla silná bouřka, s rozsáhlým krupobitím a pustošivými větry. Výsledkem bylo zničení řady budov. Vichřice trvající jen pět minut byla popsána jako „cyklón“. Jeden člověk zemřel po zásahu blesku a další dva byli zraněni. Výše škod byla vyčíslena na 3 000 liber.

## Doprava
Regionální aerolinie Fly Corporate zprostředkovávají pravidelné letecké spojení s Brisbane. Místní vlakové nádraží leží na trati Mungindi, vzdáleno 569 kilometrů od hlavního nádraží v Sydney. Budova pro cestující byla otevřena v roce 1897. K roku 2013 v Narrabri jednou denně zastavoval dieselový motorový vůz Xplorer na regionální trati mezi Sydney a Moree.

## Významní obyvatelé
- Jeff Hardy – paralympijský vítěz v plavání[12],
- Chris Latham – hráč rugby union,
- Ernest Riddle – guvernér bankovního domu Commonwealth Bank of Australia,
- Jason Stoltenberg – tenista, juniorská světová jednička,
- Jamie Lyon – hráč rugby union.